# Lista de exoplanetas descobertos em 2015
Esta é uma Lista de exoplanetas descobertos em 2015.
Para exoplanetas detectados apenas pela velocidade radial, o valor da massa é na verdade um limite inferior. (Consulte a massa mínima para obter mais informações)
| Nome                      | Massa (MJ)    | Raio (RJ)          | Período (dais)      | Semieixo maior (AU) | Temp. (K) | Método de descoberta | Distância (ly) | Massa da estrela-mãe (M☉) | Temperatura da estrela-mãe (K) | Observações                                                                                                |
| ------------------------- | ------------- | ------------------ | ------------------- | ------------------- | --------- | -------------------- | -------------- | ------------------------- | ------------------------------ | --- |
| 2MASS J02192210-3925225 b | 13.9+1.1 −1.9 | 1.44               |                     | 156                 |           | Imagem direta        | 129            | 0.11                      | 3064                           | [ 2 ] |
| 2MASS J1119-1137          | 5-10          |                    | 32872.5             | 3.6                 |           | Imagem direta        | 86             |                           |                                | Par de planetas interestelares                                                                             |
| 2MASS J19383260+4603591 b | 1.9           |                    | 406                 | 0.92                |           | Tempo                | 1340±20        | 0.48                      | 29564±106                      | Dois exoplanetas adicionais no sistema                                                                     |
| 51 Eridani b              | 2             |                    |                     | 13.2                | 700       | Imagem direta        | 96±1.0         | 1.75                      | 7331±30                        | [ 7 ] |
| 8 Ursae Minoris b         | 1.5           |                    | 93.4                | 0.49                |           | Vel. radial          | 519            | 1.8                       | 4847.4                         | Nome próprio Halla                                                                                         |
| Aldebaran b               | 6.47          |                    | 628.96              | 1.46                |           | Vel. radial          | 66.6           | 1.13                      | 4055                           | Confirmado em 2015 mas disputado em 2019                                                                   |
| BD+49 828 b               | 1.6           |                    | 2590                | 4.2                 |           | Vel. radial          | 1460           | 1.52                      | 4943                           | [ 11 ] |
| COROT-28b                 | 0.484         | 0.955              | 5.20851             | 0.0603              |           | Trânsito             | 1800           | 1.01                      | 5150                           | [ 12 ] |
| COROT-29b                 | 0.85          | 0.9                | 2.85057             | 0.0386              |           | Trânsito             | 2500           | 0.97                      | 5260                           | [ 12 ] |
| COROT-33b                 | 59.2          | 1.1                | 5.819143            | 0.0579              |           | Trânsito             | 2270           | 0.86                      | 5225                           | Anã marrom de período excepcionalmente curto                                                               |
| EPIC 203311200 b          |               | 0.51±0.05          | 540                 | 1.2                 |           | Trânsito             | 1425±163       | 0.91±0.09                 | 5200±200                       | Apenas trânsito único, período verdadeiro desconhecido                                                     |
| Gliese 1132 b             | 0.0051        | 0.103              | 1.62893             |                     | 580       | Trânsito             | 39.3           | 0.18                      | 3270                           | [ 15 ] |
| HAT-P-50b                 | 1.35          | 1.288              | 3.1220109           | 0.0453              | 1862      | Trânsito             | 1620           | 1.27                      | 6280                           | [ 16 ] |
| HAT-P-51b                 | 0.309         | 1.293              | 4.2180278           | 0.05069             | 1192      | Trânsito             | 1500           | 0.98                      | 5449                           | [ 16 ] |
| HAT-P-52b                 | 0.818         | 1.009              | 2.7535953           | 0.03694             | 1218      | Trânsito             | 1260           | 0.89                      | 5131                           | [ 16 ] |
| HAT-P-53b                 | 1.484         | 1.318              | 1.9616241           | 0.03159             | 1778      | Trânsito             | 2350           | 1.09                      | 5956                           | [ 16 ] |
| HAT-P-55b                 | 0.582         | 1.182              | 3.5852467           | 0.04604             | 1313      | Trânsito             | 1600           | 1.01                      | 5808                           | [ 17 ] |
| HAT-P-56b                 | 2.18          | 1.466              | 2.7908327           | 0.0423              | 1840      | Trânsito             | 1013           | 1.3                       | 6566                           | [ 18 ] |
| HAT-P-57b                 | 1.85          | 1.413              | 2.465295            | 0.0406              | 2200      | Trânsito             | 990            | 1.47                      | 7500                           | [ 19 ] |
| HATS-7b                   | 0.120±0.012   | 0.563+0.046 −0.034 | 3.1853              | 0.04012±0.00043     | 1084±32   | Trânsito             | 791±5          | 0.849±0.027               | 4985±50                        | [ 20 ] |
| HATS-8b                   | 0.138         | 0.873              | 3.583893            | 0.04667             | 1324      | Trânsito             | 2700           | 1.06                      | 5679                           | Intensely blue-colored planet                                                                              |
| HATS-9b                   | 0.837         | 1.065              | 1.9153073           | 0.03048             | 1823      | Trânsito             | 2030           | 1.03                      | 5366                           | [ 23 ] |
| HATS-10b                  | 0.526         | 0.969              | 3.312846            | 0.04491             | 1407      | Trânsito             | 1620           | 1.1                       | 5880                           | [ 23 ] |
| HATS-13b                  | 0.543         | 1.212              | 3.0440499           | 0.04057             | 1244      | Trânsito             | 1550           | 0.96                      | 5523                           | [ 24 ] |
| HATS-14b                  | 1.071         | 1.039              | 2.7667641           | 0.03815             |           | Trânsito             | 1670           | 0.97                      | 5346                           | [ 24 ] |
| HATS-15b                  | 2.17          | 1.105              | 1.74748753          | 0.02712             |           | Trânsito             | 2250           | 0.87                      | 5311                           | [ 25 ] |
| HATS-16b                  | 3.27          | 1.3                | 2.686502            | 0.03744             |           | Trânsito             | 2520           | 0.97                      | 5738                           | [ 25 ] |
| HATS-17b                  | 1.338         | 0.777              | 16.254611           | 0.1308              | 814       | Trânsito             | 1110           | 1.13                      | 5846                           | [ 26 ] |
| HD 1605 b                 | 0.96          |                    | 577.9               | 1.48                |           | Vel. radial          | 276            | 1.31                      | 4757                           | Estrela-mãe subgigante                                                                                     |
| HD 1605 c                 | 3.48          |                    | 2111                | 3.52                |           | Vel. radial          | 276            | 1.31                      | 4757                           | Estrela-mãe subgigante                                                                                     |
| HD 1666 b                 | 6.43          |                    | 270                 | 0.94                |           | Vel. radial          | 360.8          | 1.5                       | 6317                           | [ 27 ] |
| HD 7924 c                 | 0.02473       |                    | 15.299              | 0.1134              | 584       | Vel. radial          | 54.9           | 0.83                      | 5075                           | [ 28 ] |
| HD 7924 d                 | 0.02026       |                    | 24.451              | 0.1551              | 499       | Vel. radial          | 54.9           | 0.83                      | 5075                           | [ 28 ] |
| HD 11755 b                | 6.5           |                    | 433.7               | 1.08                |           | Vel. radial          | 755            | 0.9                       | 4312.5                         | [ 8 ] |
| HD 12648 b                | 2.9           |                    | 133.6               | 0.54                |           | Vel. radial          | 517            | 1.2                       | 4835.8                         | [ 8 ] |
| HD 24064 b                | 9.4           |                    | 535.6               | 1.29                |           | Vel. radial          | 862            | 1                         | 4052.5                         | [ 8 ] |
| HD 32963 b                | 0.7           |                    | 2372                | 3.41                |           | Vel. radial          | 114.9          | 0.94                      | 5727                           | [ 29 ] |
| HD 33844 b                | 1.96          |                    | 551.4               | 1.6                 |           | Vel. radial          | 329            | 1.78                      | 4861                           | [ 30 ] |
| HD 33844 c                | 1.75          |                    | 916                 | 2.24                |           | Vel. radial          | 329            | 1.78                      | 4861                           | [ 30 ] |
| HD 67087 b                | 3.06          |                    | 352.2               | 1.08                |           | Vel. radial          | 289.7          | 1.36                      | 6330                           | Sistema planetário catastroficamente instável                                                              |
| HD 67087 c                | 4.85          |                    | 2374                | 3.86                |           | Vel. radial          | 289.7          | 1.36                      | 6330                           | Sistema planetário catastroficamente instável                                                              |
| HD 95127 b                | 5.01          |                    | 482                 | 1.28                |           | Vel. radial          | 1080           | 1.2                       | 4218                           | [ 11 ] |
| HD 95872 b                | 4.6           |                    | 4375                | 5.2                 |           | Vel. radial          | 236            | 0.95                      | 5312                           | [ 32 ] |
| HD 145934 b               | 2.28          |                    | 2730                | 4.6                 |           | Vel. radial          | 748            | 1.75                      |                                | [ 33 ] |
| HD 155233 b               | 2.6±0.3       |                    | 818.8±12.1          | 2                   |           | Vel. radial          | 245.0          | 1.69                      | 4960                           | Estrela-mãe gigante vermelha                                                                               |
| HD 164595 b               | 0.05078       |                    | 40                  | 0.23                |           | Vel. radial          | 94.4           | 0.99                      | 5790                           | [ 36 ] |
| HD 175607 b               | 0.0260±0.0039 |                    | 29.03±0.03          |                     |           | Vel. radial          | 147.7          | 0.71                      | 5392                           | Estrela-mãe pobre em metal, exoplaneta adicional suspeito                                                  |
| HD 216536 b               | 1.47          |                    | 148.6               | 0.609               |           | Vel. radial          | 1240           | 1.36                      | 4639                           | [ 11 ] |
| HD 219134 b               | 0.01491       | 0.143              | 3.092926            | 0.03876             |           | Vel. radial          | 21.4           | 0.81                      | 4699                           | [ 38 ] |
| HD 219134 c               | 0.01372       | 0.135              | 6.76458             | 0.0653              |           | Vel. radial          | 21.4           | 0.81                      | 4699                           | [ 38 ] |
| HD 219134 d               | 0.05088       | 0.144              | 46.859              | 0.237               |           | Vel. radial          | 21.4           | 0.81                      | 4699                           | [ 38 ] |
| HD 219134 f               | 0.02297       | 0.117              | 22.717              | 0.1463              |           | Vel. radial          | 21.4           | 0.81                      | 4699                           | Controverso                                                                                                |
| HD 219134 g               | 0.034         |                    | 94.2                | 0.3753              |           | Vel. radial          | 21.4           | 0.81                      | 4699                           | [ 38 ] |
| HD 219134 h               | 0.308±0.014   |                    | 2100.6±2.9          | 3.11                |           | Vel. radial          | 21.4           | 0.81                      | 4699                           | [ 38 ] [ 39 ]                                                                                              |
| HIP 65891 b               | 6             |                    | 1084.5              | 2.81                |           | Vel. radial          | 492            | 2.5                       | 5000                           | Estrela-mãe também conhecida como HD 117253                                                                |
| HIP 107773 b              | 1.98          |                    | 144.3               | 0.72                |           | Vel. radial          | 344            | 2.42                      | 4945                           | Estrela-mãe também conhecida como HD 207229                                                                |
| K2-3b                     |               | 0.194              | 10.05449            | 0.0769              | 463       | Trânsito             | 143.9          | 0.6                       | 3896                           | [ 41 ] [ 42 ]                                                                                              |
| K2-3c                     |               | 0.165              | 24.64354            | 0.1399              | 344       | Trânsito             | 143.9          | 0.6                       | 3896                           | [ 41 ] [ 42 ]                                                                                              |
| K2-3d                     |               | 0.135              | 44.55983            | 0.2076              | 282       | Trânsito             | 143.9          | 0.6                       | 3896                           | [ 41 ] [ 42 ]                                                                                              |
| K2-4b                     |               | 0.211              | 10.00329            | 0.0777              |           | Trânsito             | 761            | 0.63                      | 4197                           | [ 41 ] |
| K2-5b                     |               | 0.17               | 5.73594             | 0.0532              |           | Trânsito             | 666            | 0.61                      | 3930                           | [ 41 ] |
| K2-5c                     |               | 0.202              | 10.93241            | 0.0818              |           | Trânsito             | 666            | 0.61                      | 3930                           | [ 41 ] |
| K2-6b                     |               | 0.223              | 30.94191            | 0.1898              |           | Trânsito             | 1040           | 0.97                      | 5850                           | [ 41 ] |
| K2-7b                     |               | 0.238              | 28.67992            | 0.1814              |           | Trânsito             | 2460           | 0.97                      | 5772                           | [ 41 ] |
| K2-8b                     |               | 0.319              | 10.35239            | 0.0856              |           | Trânsito             | 1330           | 0.78                      | 4870                           | Unconfirmed in 2016                                                                                        |
| K2-9b                     |               | 0.201              | 18.4498             | 0.091               |           | Trânsito             | 360            | 0.3                       | 3390                           | [ 41 ] |
| K2-10b                    | 0.08495       | 0.343              | 19.3044             |                     |           | Trânsito             | 880            | 0.92                      | 5620                           | [ 41 ] |
| K2-11b                    |               | 0.674              | 39.93767            | 0.2257              |           | Trânsito             | 6590           | 1.35                      | 5433                           | [ 41 ] |
| K2-12b                    |               | 0.208              | 8.28212             | 0.0802              |           | Trânsito             | 960            | 1.01                      | 5800                           | [ 41 ] |
| K2-13b                    |               | 0.169              | 39.91488            | 0.2114              |           | Trânsito             | 950            | 0.8                       | 5698                           | [ 41 ] |
| K2-14b                    |               | 0.429              | 8.36802             | 0.0627              |           | Trânsito             | 710            | 0.47                      | 3789                           | [ 41 ] |
| K2-15b                    |               | 0.221              | 11.8104             | 0.091               |           | Trânsito             | 1430           | 0.72                      | 5131                           | [ 41 ] |
| K2-16b                    |               | 0.18               | 7.6188              | 0.0667              | 658       | Trânsito             | 1060           | 0.68                      | 4742                           | [ 41 ] |
| K2-16c                    |               | 0.227              | 19.07863            | 0.1229              | 485       | Trânsito             | 1060           | 0.68                      | 4742                           | [ 41 ] |
| K2-17b                    |               | 0.199              | 17.96753            | 0.119               |           | Trânsito             | 440            | 0.71                      | 4320                           | [ 41 ] |
| K2-18b                    |               | 0.2                | 32.94488            | 0.1491              |           | Trânsito             | 124.2          | 0.41                      | 3503                           | [ 41 ] |
| K2-19b                    | 0.090         | 0.691              | 7.9194              | 0.074               | 854       | Trânsito             | 950            | 0.93                      | 5430                           | [ 41 ] [ 44 ]                                                                                              |
| K2-19c                    | 0.081         | 0.434              | 11.90715            | 0.0971              | 745       | Trânsito             | 950            | 0.93                      | 5430                           | [ 41 ] [ 44 ]                                                                                              |
| K2-21b                    |               | 0.142              | 9.32414             | 0.0731              |           | Trânsito             | 210            | 0.64                      | 4043                           | [ 45 ] |
| K2-21c                    |               | 0.171              | 15.5012             | 0.1026              |           | Trânsito             | 210            | 0.64                      | 4043                           | [ 45 ] |
| K2-22b                    | 1.4           | 0.223              | 0.381078            | 0.0088              |           | Trânsito             | 730            | 0.6                       | 3830                           | [ 46 ] |
| K2-25b                    |               | 0.306              | 3.484552            |                     |           | Trânsito             | 149            | 0.29                      | 3180                           | Estrela-mãe, também conhecida como EPIC 210490365, pertence a Híades                                       |
| K2-28b                    |               | 0.207              | 2.260455            | 0.0214              |           | Trânsito             | 170            | 0.26                      | 3214                           | [ 48 ] |
| KELT-4Ab                  | 0.902         | 1.699              | 2.9895932           | 0.04317             | 1827      | Trânsito             | 680            | 1.2                       | 6206                           | [ 49 ] |
| KELT-6c                   | 3.71          |                    | 1276                | 2.39                |           | Vel. radial          | 720            | 1.13                      | 6272                           | [ 50 ] |
| KELT-7b                   | 1.28±0.17     | 1.496±0.035        | 2.7347749           | 0.0434±0.0012       | 2028±17   | Trânsito             | 442±2          | 1.517±0.022               | 6699±24                        | [ 51 ] [ 52 ]                                                                                              |
| KELT-8b                   | 0.867         | 1.86               | 3.24406             | 0.04571             | 1675      | Trânsito             | 770            | 1.21                      | 5754                           | [ 53 ] |
| KELT-10b                  | 0.679         | 1.399              | 4.1662739           | 0.0525              | 1377      | Trânsito             | 600            | 1.11                      | 5948                           | [ 54 ] |
| KELT-14b                  | 1.284         | 1.743              | 1.7100566           | 0.03005             |           | Trânsito             | 870            | 1.24                      | 5720                           | Estrela-mãe também conhecida como WASP-122                                                                 |
| KELT-15b                  | 0.91          | 1.443              | 3.329441            | 0.04613             |           | Trânsito             | 950            | 1.18                      | 6003                           | [ 55 ] |
| Kepler-455b               |               | 0.616              | 1322.3              |                     |           | Trânsito             | 4100           | 0.98                      | 6175                           | Estrela-mãe também conhecida como KIC 3558849                                                              |
| Kepler-460b               |               | 0.571              | 440.7813            |                     |           | Trânsito             | 4330           | 1.07                      | 6340                           | Estrela-mãe também conhecida como KIC 5437945                                                              |
| Kepler-456b               |               | 0.589              | 1320.1              |                     |           | Trânsito             | 2480           | 0.98                      | 6258                           | Estrela-mãe também conhecida como KIC 5951458                                                              |
| Kepler-458b               |               | 0.41               | 572.3847            |                     |           | Trânsito             | 5500           | 0.98                      | 6065                           | Estrela-mãe também conhecida como KIC 9663113                                                              |
| Kepler-459b               |               | 0.491              | 854.083             |                     |           | Trânsito             | 5000           | 1.01                      | 6091                           | Estrela-mãe também conhecida como KIC 10525077                                                             |
| Kepler-457b               |               | 0.366              | 31.8099             |                     |           | Trânsito             | 3610           | 1.04                      | 6474                           | Estrela-mãe também conhecida como KIC 8540376                                                              |
| Kepler-457c               |               | 0.214              | 75.2                |                     |           | Trânsito             | 3610           | 1.04                      | 6474                           | Estrela-mãe também conhecida como KIC 8540376                                                              |
| KOI-12b                   | 10            | 1.43               | 17.8552333          | 0.151               |           | Trânsito             | 1390           | 1.45                      | 6820                           | Estrela-mãe também conhecida como Kepler-448                                                               |
| KOI-4427.01               |               | 0.208              | 147.6606            | 0.42                |           | Trânsito             | 783            | 0.526                     | 3813                           | Exoplaneta potencialmente habitável, probabilidade de falso positivo 0.8%. Also a red dwarf in the system. |
| Kepler-92d                |               | 0.184              | 49.3568             |                     |           | Trânsito             | 1580±17        | 1.21                      | 5883                           | [ 61 ] |
| Kepler-433b               | 2.82          | 1.45               | 5.33408384          | 0.0679              |           | Trânsito             | 6100           | 1.46                      | 6360                           | Estrela-mãe também conhecida como KOI-206                                                                  |
| Kepler-434b               | 2.86          | 1.13               | 12.8747099          | 0.1143              |           | Trânsito             | 4000           | 1.2                       | 5977                           | Estrela-mãe também conhecida como KOI-614                                                                  |
| Kepler-435b               | 0.84          | 1.99               | 8.6001536           | 0.0948              |           | Trânsito             | 6800           | 1.54                      | 6161                           | Estrela-mãe também conhecida como KOI-680                                                                  |
| Kepler-436b               |               | 0.24               | 64.00205            | 0.339               |           | Trânsito             | 2020           | 0.73                      | 4651                           | Estrela-mãe também conhecida como KOI-2529                                                                 |
| Kepler-437b               |               | 0.19               | 66.65062            | 0.288               |           | Trânsito             | 1360           | 0.71                      | 4551                           | Estrela-mãe também conhecida como KOI-3255                                                                 |
| Kepler-438b               |               | 0.1                | 35.23319            | 0.166               |           | Trânsito             | 470            | 0.54                      | 3748                           | Estrela-mãe também conhecida como KOI-3284                                                                 |
| Kepler-439b               |               | 0.2                | 178.1396            | 0.563               |           | Trânsito             | 2260           | 0.88                      | 5431                           | Estrela-mãe também conhecida como KOI-4005                                                                 |
| Kepler-440b               |               | 0.17               | 101.11141           | 0.242               |           | Trânsito             | 850            | 0.57                      | 4134                           | Estrela-mãe também conhecida como KOI-4087                                                                 |
| Kepler-441b               |               | 0.15               | 207.2482            | 0.64                |           | Trânsito             | 930            | 0.57                      | 4340                           | Estrela-mãe também conhecida como KOI-4622                                                                 |
| Kepler-442b               |               | 0.12               | 112.3053            | 0.409               |           | Trânsito             | 1120           | 0.61                      | 4402                           | Exoplaneta potencialmente habitável, estrela-mãe também conhecida como KOI-4742                            |
| Kepler-443b               |               | 0.21               | 177.6693            | 0.495               |           | Trânsito             | 2540           | 0.74                      | 4723                           | Estrela-mãe também conhecida como KOI-4745                                                                 |
| Kepler-444b               |               | 0.036              | 3.6001053           | 0.04178             |           | Trânsito             | 116            | 0.76                      | 5046                           | [ 61 ] |
| Kepler-444c               |               | 0.044              | 4.5458841           | 0.04881             |           | Trânsito             | 116            | 0.76                      | 5046                           | [ 61 ] |
| Kepler-444d               |               | 0.047              | 6.189392            | 0.06                |           | Trânsito             | 116            | 0.76                      | 5046                           | [ 61 ] |
| Kepler-444e               |               | 0.049              | 7.743493            | 0.0696              |           | Trânsito             | 116            | 0.76                      | 5046                           | [ 61 ] |
| Kepler-444f               |               | 0.066              | 9.740486            | 0.0811              |           | Trânsito             | 116            | 0.76                      | 5046                           | [ 61 ] |
| Kepler-445b               |               | 0.14               | 2.984151            |                     |           | Trânsito             | 290            | 0.18                      | 3157                           | [ 63 ] |
| Kepler-445c               |               | 0.22               | 4.871229            |                     |           | Trânsito             | 290            | 0.18                      | 3157                           | [ 63 ] |
| Kepler-445d               |               | 0.11               | 8.15275             |                     |           | Trânsito             | 290            | 0.18                      | 3157                           | [ 63 ] |
| Kepler-446b               |               | 0.13               | 1.565409            |                     |           | Trânsito             | 390            | 0.22                      | 3359                           | [ 63 ] |
| Kepler-446c               |               | 0.1                | 3.036179            |                     |           | Trânsito             | 390            | 0.22                      | 3359                           | [ 63 ] |
| Kepler-446d               |               | 0.12               | 5.148921            |                     |           | Trânsito             | 390            | 0.22                      | 3359                           | [ 63 ] |
| Kepler-447b               | 1.37          | 1.65               | 7.79430132          | 0.0769              |           | Trânsito             | 881±6          | 1                         | 5493                           | [ 64 ] |
| Kepler-449b               |               | 0.183              | 12.58242            |                     |           | Trânsito             | 848            | 0.97                      |                                | Companheiro estelar no sistema                                                                             |
| Kepler-449c               |               | 0.247              | 33.6727             |                     |           | Trânsito             | 848            | 0.97                      |                                | Companheiro estelar no sistema                                                                             |
| Kepler-450b               |               | 0.548              | 28.454851           |                     |           | Trânsito             | 1506±17        | 1.35                      |                                | [ 61 ] |
| Kepler-450c               |               | 0.234              | 15.413135           |                     |           | Trânsito             | 1506±17        | 1.35                      |                                | [ 61 ] |
| Kepler-450d               |               | 0.075              | 7.51464             |                     |           | Trânsito             | 1506±17        | 1.35                      |                                | [ 61 ] |
| Kepler-451b               | 1.9           |                    | 416±2               | 0.92±0.02           |           | Tempo                | 1340±20        | 0.48+0.12                 |                                | Planeta circumbinário, controverso                                                                         |
| Kepler-452b               |               | 0.145              | 384.843             | 1.046               | 265       | Trânsito             | 1828±17        | 1.04                      | 5757                           | Exoplaneta potencialmente habitável                                                                        |
| Kepler-454b               | 0.02152       | 0.211              | 10.57375339         | 0.0954              |           | Trânsito             | 758±4          | 1.03                      | 5701                           | [ 68 ] |
| Kepler-454c               | 4.46          |                    | 523.9               |                     |           | Vel. radial          | 758±4          | 1.03                      | 5701                           | [ 68 ] |
| MOA-2010-BLG-353Lb        | 0.27          |                    |                     | 1.72                |           | Microlente           | 21000          | 0.18                      |                                | [ 69 ] |
| MOA-2011-BLG-028Lb        | 0.09439       |                    |                     | 4.14                |           | Microlente           | 24100          | 0.75                      |                                | [ 70 ] |
| MOA-2013-BLG-605Lb        | 0.01007       |                    |                     | 0.94                |           | Microlente           |                | 0.03                      |                                | [ 71 ] |
| OGLE-2012-BLG-0563Lb      | 0.39          |                    |                     | 0.9                 |           | Microlente           | 4200           | 0.34                      |                                | [ 72 ] |
| OGLE-2015-BLG-0966Lb      | 0.06607       |                    |                     | 2.1                 |           | Microlente           | 8200           | 0.38                      |                                | [ 73 ] [ 74 ]                                                                                              |
| Psi1 Draconis Bb          | 1.53          |                    | 3117                | 4.43                |           | Vel. radial          | 72.3           | 1.19                      | 6212                           | [ 32 ] |
| VHS 1256-1257 b           | 11.2          |                    |                     | 102                 |           | Imagem direta        | 41             | 0.07                      | 2620                           | [ 75 ] |
| WASP-41c                  | 3.18          |                    | 421                 | 1.07                | 241       | Vel. radial          | 590            | 0.93                      | 5545                           | [ 76 ] |
| WASP-47c                  | 1.57          |                    | 580.7               | 1.41                | 247       | Vel. radial          | 650            | 1.11                      | 5576                           | [ 76 ] |
| WASP-47d                  | 0.05286       | 0.331              | 9.095               | 0.088               |           | Trânsito             | 650            | 1.11                      | 5576                           | [ 77 ] [ 76 ]                                                                                              |
| WASP-47e                  | 0.02863       | 0.162              | 0.789636            | 0.0173              |           | Trânsito             | 650            | 1.11                      | 5576                           | [ 77 ] [ 76 ]                                                                                              |
| WASP-120b                 | 4.85          | 1.473              | 3.6112706           | 0.0514              | 1890      | Trânsito             | 1430           | 1.39                      | 6450                           | [ 56 ] |
| WASP-121b                 | 1.184         | 1.81               | 1.275               | 0.02544             |           | Tempo                | 858±2          | 1.353                     | 6460                           | [ 78 ] |
| WASP-123b                 | 0.899         | 1.318              | 2.9776412           | 0.04263             | 1510      | Trânsito             | 700            | 1.17                      | 5740                           | [ 56 ] |
| WASP-135b                 | 1.90±0.08     | 1.30±0.09          | 1.4013794±0.0000008 | 0.0243±0.0005       |           | Trânsito             | 980±150        | 0.98±0.06                 | 5675±60                        | [ 79 ] |
| Wolf 1061b                | 0.00601       |                    | 4.8869              | 0.0375              |           | Vel. radial          | 14.04±0.03     | 0.29                      | 3342                           | [ 80 ] |
| Wolf 1061c                | 0.01073       |                    | 17.8719             | 0.089               |           | Vel. radial          | 14.04±0.03     | 0.29                      | 3342                           | Exoplaneta potencialmente habitável                                                                        |
| Wolf 1061d                | 0.02423       |                    | 217.21              | 0.47                |           | Vel. radial          | 14.04±0.03     | 0.29                      | 3342                           | [ 80 ] |
| XO-2Nc                    | 1.8           |                    | >6200               |                     |           | Vel. radial          | 500            | 0.971±0.034               | 5340±32                        | Controverso                                                                                                |

## Listas específicas de exoplanetas
- Listas de exoplanetas
- Lista de exoplanetas descobertos antes de 2000 (32)
- Lista de exoplanetas descobertos entre 2000-2009 (379)
- Lista de exoplanetas descobertos em 2010 (109)
- Lista de exoplanetas descobertos em 2011 (179)
- Lista de exoplanetas descobertos em 2012 (149)
- Lista de exoplanetas descobertos em 2013 (151)
- Lista de exoplanetas descobertos em 2014 (878)
- Lista de exoplanetas descobertos em 2015 (151)
- Lista de exoplanetas descobertos em 2016 (1.513)
- Lista de exoplanetas descobertos em 2017 (158)
- Lista de exoplanetas descobertos em 2018 (306)
- Lista de exoplanetas descobertos em 2019 (172)
- Lista de exoplanetas descobertos em 2020 (264)
- Lista de exoplanetas descobertos em 2021 (242)
- Lista de exoplanetas descobertos em 2022 (314)
- Lista de exoplanetas descobertos em 2023 (75)
- Lista de exoplanetas potencialmente habitáveis
- Lista de nomes próprios de exoplanetas
- Lista de sistemas multiplanetários
- Lista dos primeiros exoplanetas
- Lista de exoplanetas extremos
- Lista de exoplanetas descobertos usando a sonda Kepler
- Lista de exoplanetas observados durante a missão K2 do Kepler
- Lista de candidatos de exoplanetas para água líquida
- Lista dos exoplanetas mais próximos
- Lista de candidatos a exoplaneta terrestres mais próximos
- Lista de exoplanetas em trânsito